# Monteton
Monteton è un comune francese di 282 abitanti situato nel dipartimento del Lot e Garonna nella regione della Nuova Aquitania.

## Storia

### Simboli
Lo stemma è stato adottato nel 2008. Rosso e oro sono i colori storici della Guienna; lo scaglione simboleggia la cima del Monteton, la gemella ondata i fiumi Dropt e Gupie.

## Società

### Evoluzione demografica
Abitanti censiti